# Saint-Aupre
Saint-Aupre là một xã của tỉnh Isère, thuộc vùng Rhône-Alpes, đông nam nước Pháp.
It is located near the city of Voiron.